# Thor Delta N
Thor Delta N (Delta N) – amerykańska rakieta nośna serii Delta. Bazowała na rakietach Delta L i Delta M, nie posiadała członu trzeciego. Podobnie jak w przypadku Delty M, używano również wersji z 6 dopalaczami Castor 2 w celu zwiększenia zdolności wynoszenia.

## Starty
1. 16 sierpnia 1968, 11:24 GMT; konfiguracja N; s/n Delta 58; miejsce startu: Vandenberg Air Force Base (SLC-2E), USA
Ładunek: ESSA 7; Uwagi: start udany
2. 15 grudnia 1968, 17:21 GMT; konfiguracja N; s/n Delta 62; miejsce startu: Vandenberg Air Force Base (SLC-2E), USA
Ładunek: ESSA 8; Uwagi: start udany
3. 29 czerwca 1969, 03:15 GMT; konfiguracja N: s/n Delta 70; miejsce startu: Cape Canaveral Air Force Station (SLC-17A), USA
Ładunek: Biosatellite 3; Uwagi: start udany
4. 9 sierpnia 1969, 07:52 GMT; konfiguracja N; s/n Delta 72; miejsce startu: Cape Canaveral Air Force Station (SLC-17A), USA
Ładunek: OSO 6, PAC 1; Uwagi: start udany
5. 23 stycznia 1970, 11:31 GMT; konfiguracja N6; s/n Delta 76; miejsce startu: Vandenberg Air Force Base (SLC-2W), USA
Ładunek: ITOS 1, Oscar 5; Uwagi: start udany
6. 11 grudnia 1970, 11:35 GMT; konfiguracja N6; s/n Delta 81; miejsce startu: Vandenberg Air Force Base (SLC-2W), USA
Ładunek: NOAA 1, CEPE; Uwagi: start udany
7. 29 września 1971, 09:45 GMT; konfiguracja N; s/n Delta 85; miejsce startu: Cape Canaveral Air Force Station (SLC-17A), USA
Ładunek: OSO 7, TETR 3; Uwagi: start udany
8. 21 października 1971, 11:32 GMT; konfiguracja N6; s/n Delta 86; miejsce startu: Vandenberg Air Force Base (SLC-2E), USA
Ładunek: ITOS B; Uwagi: start nieudany – awaria 2. członu, satelita umieszczony na bezużytecznej orbicie.
9. 12 marca 1972, 01:55 GMT; konfiguracja N; s/n Delta 88; miejsce startu: Vandenberg Air Force Base (SLC-2E), USA
Ładunek: TD-1A, Uwagi: start udany